# Grottammare

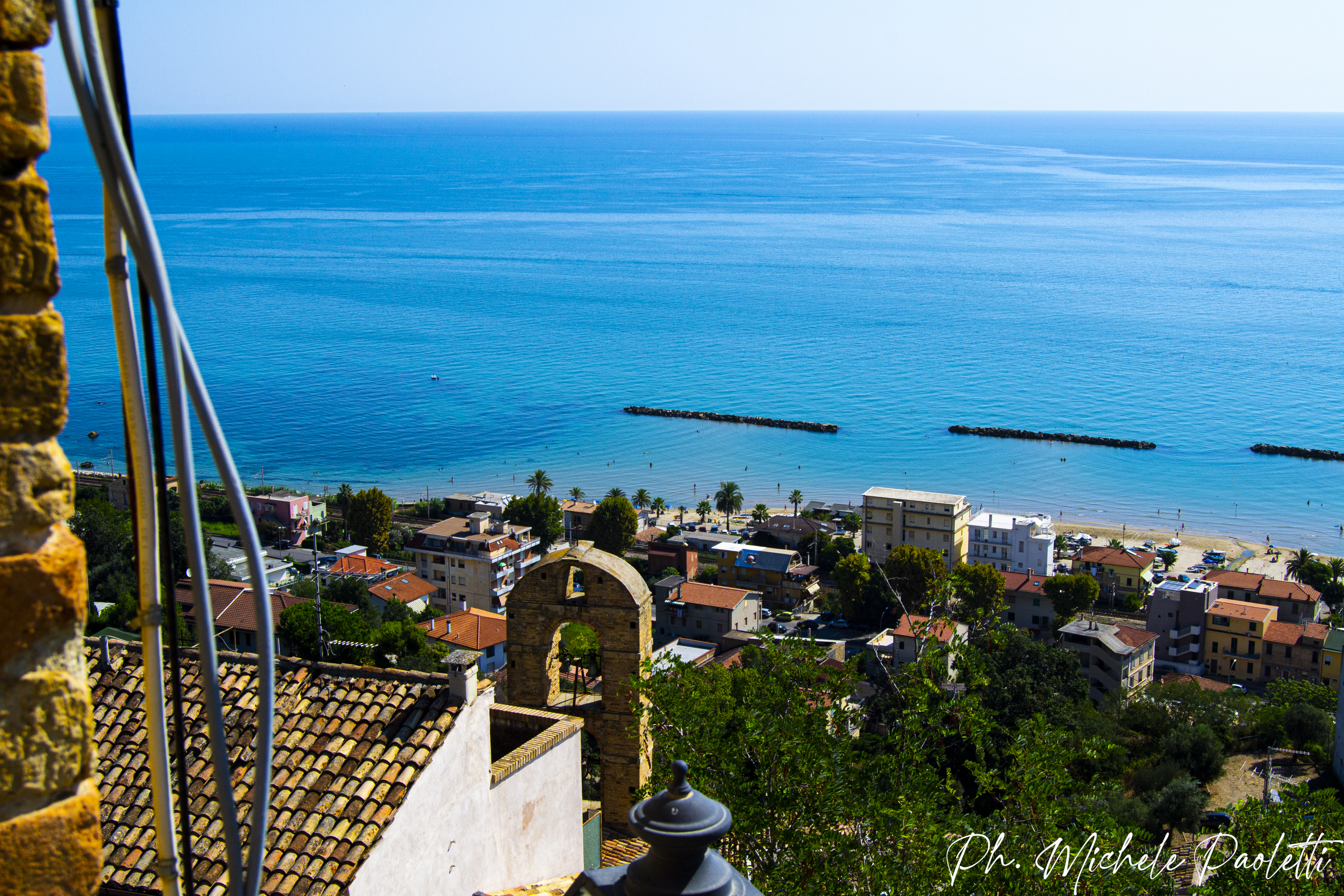
Veduta dal punto panoramico di Grottammare Alta

Via di Sant'Agostino nel 1955

Grottammare (Le Grottë in dialetto locale) è un comune italiano di 15 940 abitanti della provincia di Ascoli Piceno nelle Marche.

## Geografia fisica

### Territorio
Sorge sulle rive del mare Adriatico e situato a nord della foce del fiume Tesino, il centro abitato si estende lungo la costa fino alle pendici delle vicine colline dove spicca l'antico borgo medievale.
L'intenso sviluppo urbanistico, ancora in atto, fa estendere il centro abitato verso la foce del Tesino e lungo il suo corso verso l'interno.
A sud della foce del Tesino si trova la frazione Ischia, divenuta negli anni una zona della città che forma un unico agglomerato urbano con la confinante San Benedetto del Tronto. Il territorio comunale si sviluppa per 19,66 km² e ha conformazione di collina litoranea, con un livello di altitudine compreso fra 0 e 275 m s.l.m.
È attraversata dal 43º parallelo dell'emisfero boreale.

### Clima
Grottammare gode di un clima particolarmente benigno, con inverni relativamente temperati ed estati calde, ma non afose. La temperatura media annua è di circa 15 °C mentre le precipitazioni sono generalmente comprese fra i 600 e i 700 mm. Qui di seguito riportiamo le medie mensili del decennio 1967-1977:
| Mese                   | Gen | Feb | Mar | Apr  | Mag  | Giu  | Lug  | Ago  | Set  | Ott  | Nov  | Dic | Anno |
| ---------------------- | --- | --- | --- | ---- | ---- | ---- | ---- | ---- | ---- | ---- | ---- | --- | ---- |
| Temperatura media (°C) | 7,6 | 8,6 | 9,7 | 12,5 | 17,0 | 20,5 | 23,5 | 23,3 | 20,2 | 16,2 | 12,4 | 8,3 | 15,0 |

## Storia
Grottammare ha origini antichissime. Vi sono tracce antropiche risalenti al Neolitico. Sul suo territorio è stata scoperta una necropoli picena risalente al VII-V secolo a.C. Possesso nel Medioevo dell'Abbazia di Farfa, fu dato a Fermo nel 1214 da Aldobrandino I d'Este. Tra il XIII e il XVI secolo fu a lungo contesa tra Fermo e Ascoli. L'attuale impianto di mura fortificate risale proprio al XVI secolo, caratterizzato da violente contese con le comunità vicine e da attacchi pirateschi.
Dal XVIII secolo cominciò l'espansione verso la zona costiera, il cui impianto urbanistico, opera dell'architetto di origine lombarda Pietro Augustoni, si deve all'intervento di papa Pio VI (1779). Di enorme importanza, per la storia nazionale, l'incontro che vi si tenne il 12 ottobre 1860, tra Vittorio Emanuele II, ospitato a Palazzo Laureati, e una delegazione di notabili partenopei che gli offrirono formalmente il Regno delle Due Sicilie. Tre anni più tardi (1863) Grottammare venne collegata per ferrovia con Ancona e l'Abruzzo. L'avvento dei trasporti su rotaia diede ulteriore impulso allo sviluppo economico e demografico della cittadina. Grottammare fu cannoneggiata il 23 giugno 1916 da due cacciatorpediniere austro-ungariche, messe in fuga dall'intervento di un treno armato della Regia Marina. Durante la seconda guerra mondiale, la città subì diversi bombardamenti dagli Alleati.
L'impianto urbanistico riprende quello romano. Tale sistema prevedeva l'incrocio di due assi principali, il cardo (in linea di massima con direttrice nord-sud) e il decumano (est-ovest). Nell'incrocio si trovava quasi sempre il foro, ossia la piazza principale della città. Il resto dell'insediamento si sviluppava su vie parallele ai due assi viari principali. A Grottammare tali direttrici possono essere individuate nell'asse costituito dalle attuali vie Marconi e Cairoli (cardo) e in quello di corso Mazzini (decumano) aventi come intersezione la centrale piazza Pericle Fazzini.

## Monumenti e luoghi d'interesse

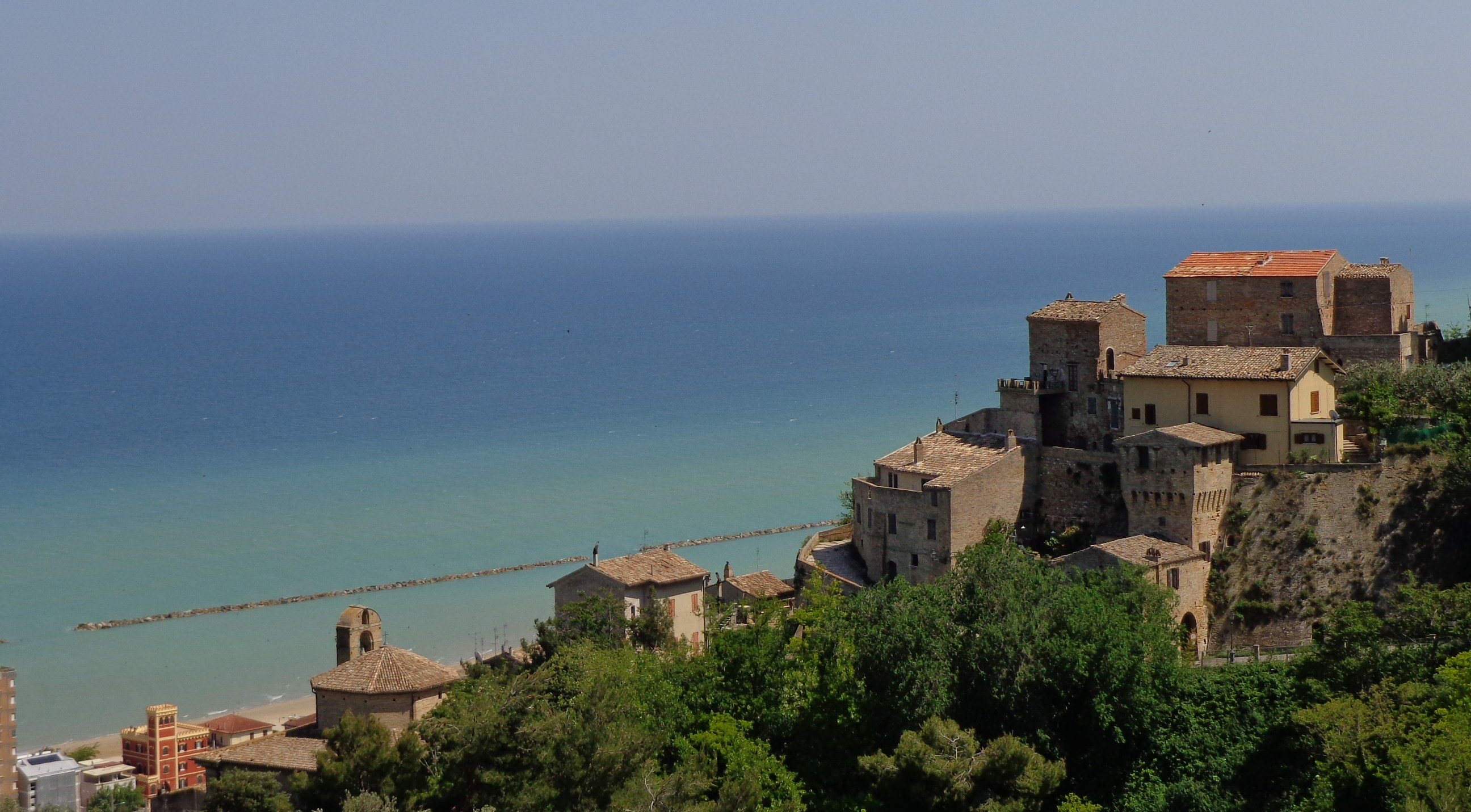
Vista dell'antico borgo medievale

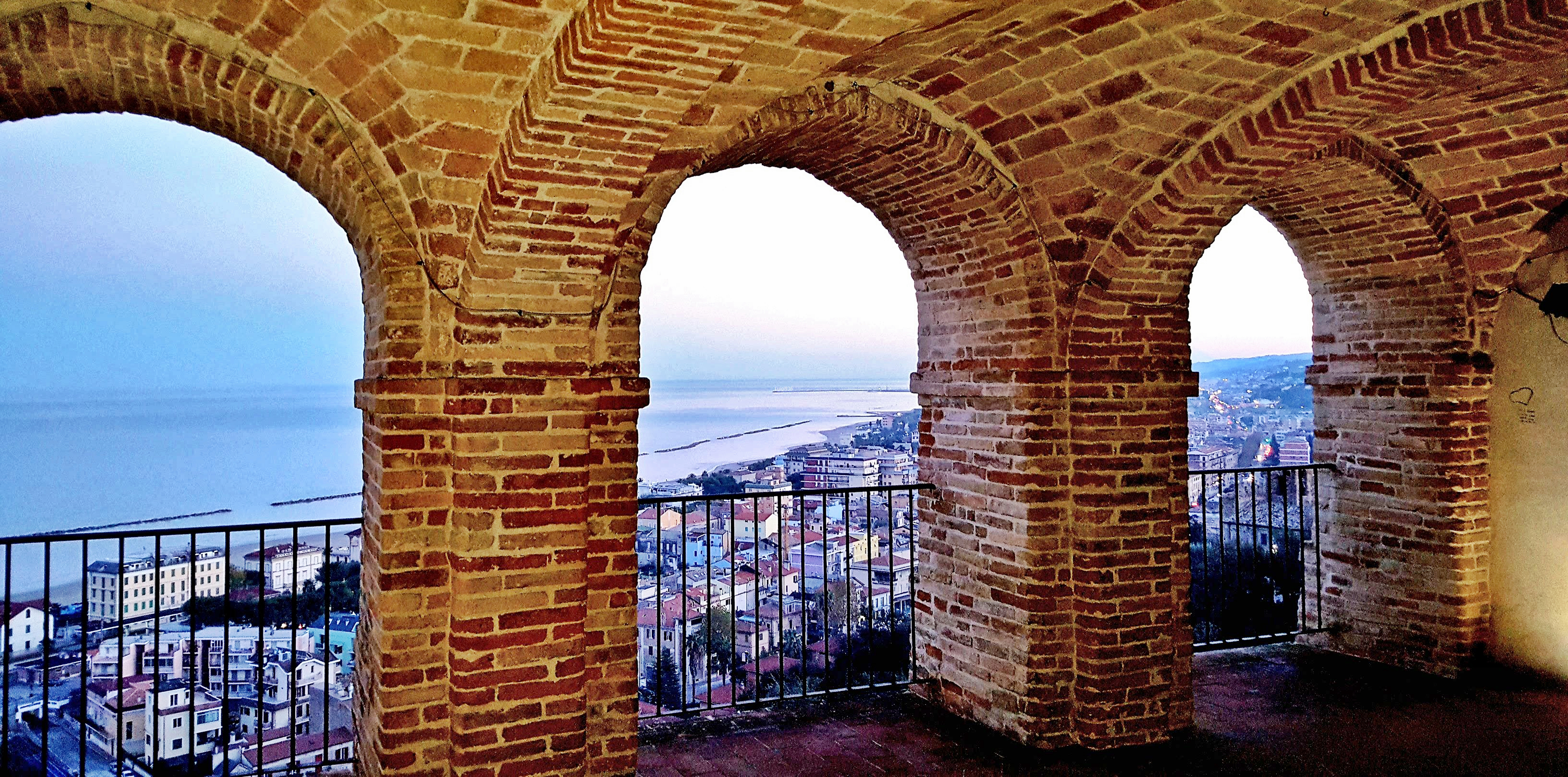
Vista panoramica della città, dalle logge di Piazza Peretti (Borgo Antico)

### Architetture religiose
Chiesa di San Martino
Venne fondata dai monaci benedettini dell'abbazia di Farfa probabilmente tra il VIII secolo e il IX secolo. Situata fuori dall'antico borgo, in località omonima, la chiesa venne eretta sulle rovine di un antichissimo tempio dedicato alla dea Cupra;  la sua presenza è attestata già dal X secolo ed era al centro di un più ampio complesso che aveva competenze giurisdizionali e religiose su una vasta area; ha fabbrica romanica e conserva un affresco del XII-XIII secolo rappresentante la Madonna del Latte; sull'altare maggiore è conservato un affresco staccato databile intorno ai sec. XV-XVI rappresentante una crocifissione con Madonna, Papa e Santo Vescovo; la chiesa conserva anche un crocifisso su tavola del Seicento.

Qui si celebra inoltre la Sacra Giubilare, ogni qualvolta il 1º luglio cade di domenica. La Sacra è una solennità civile e religiosa che affonda le proprie origini in un’antica leggenda che racconta di come, nel 1175, papa Alessandro III durante un viaggio di ritorno da Venezia, dopo una tappa ad Ancona, a causa di un violento temporale fu costretto a rifugiarsi con la sua flotta nel porto di Grottammare. Ospitato dai monaci del Monastero di San Martino, il Papa assistette ai festeggiamenti che tradizionalmente si svolgevano tra fine ottobre e inizio novembre, probabilmente dedicati a San Martino, e fu colpito dalla partecipazione dei fedeli intervenuti ancor più numerosi in suo onore. Alessandro III allora decretò, con Bolla Papale, l’Indulgenza Plenaria per tutti coloro che visitino la chiesa ogni qualvolta il 1º luglio cade di domenica. Privilegio riconfermato da Papa Pio VII nel 1803. In seguito all’evento sismico del 30 ottobre 2016 la chiesa è chiusa al pubblico fino alla realizzazione dei necessari lavori di consolidamento. All'interno dell'edificio è conservata una lapide che riporta la seguente iscrizione: 
Chiesa di Sant'Agostino
Collocata sulla ripida strada che dalla marina porta al borgo antico, la chiesa ha origine cinquecentesca e conserva un affresco di Vincenzo Pagani, la "Madonna della Misericordia" e alcune tavole di scuola crivellesca (XV-XVI secolo). La costruzione presenta un'abside merlata, come fortificata, e un campanile mozzato, così ridotto, secondo la tradizione locale, perché nel convento annesso alla chiesa fu ospitato il monaco agostiniano Martin Lutero, durante il suo viaggio verso Roma, prima del grande scisma. La semplice facciata, composta da mattoni di prevalente colore giallo ocra, ingloba materiale di recupero rappresentato da antiche pietre incise e lapidi con iscrizioni frammentarie.
In alto, sopra il portone di ingresso, sono i resti di alcuni bacili cinquecenteschi in maiolica, disposti a croce; in corrispondenza del braccio destro è inserito un mattone inciso con la data 1517, anno di costruzione del monastero. La chiesa è a pianta longitudinale e a navata unica con tetto a capanna, la copertura è a capriate con travature di legno. Sul lato sud della chiesa si trova il chiostro quadrangolare, cui si accede o dalla chiesa o dall'ingresso posto in via S. Agostino. Il chiostro, al centro del quale si trovava un pozzo oggi non più esistente, è composto da arcate in muratura a tutto sesto poggianti su pilastri a base rettangolare.
Chiesa Santa Maria ai Monti
La Chiesa di Santa Maria dei Monti, facente originariamente parte di un convento, si trova sulla sommità della collina, a circa 400 metri a ovest dall'antico borgo. L'ex complesso conventuale è oggi conosciuto con il nome di "Oasi di Grottammare". La costruzione del convento, risalente agli inizi del Seicento, si deve a padre Nicola da Monteprandone dell'ordine dei frati minori riformati, che propose l'insediamento di una comunità religiosa. Sebbene padre Nicola avesse individuato subito il luogo per l'edificazione del convento (nell'area in cui sorgeva già dalla fine del Trecento un piccolo santuario mariano eretto contro la peste intitolato "la Madonna dei Monti"), egli poté prendere possesso della chiesetta e del terreno circostante solo il 14 luglio 1614. Completato il convento, fu costruita la nuova chiesa, facendo in modo che l'immagine della Madonna dipinta sul muro dell'antica chiesetta potesse essere conservata; in seguito, a causa di un incendio, buona parte dell'affresco andò distrutto, ma si salvò l'immagine della Madonna col Bambino, che è tuttora nell'abside sopra l'altare maggiore e restaurata nel 2014 in occasione del 4º centenario di presenza Francescana (1614-2014).
Chiesa di Santa Lucia

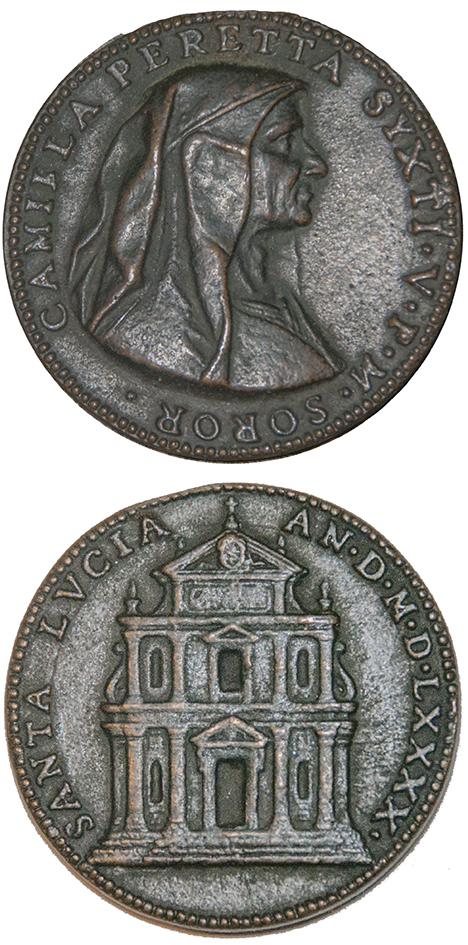
Medaglia commemorativa

La chiesa è stata voluta dal pontefice Sisto V, Felice Peretti, che nacque il 13 dicembre 1521, giorno di Santa Lucia, nelle case che si trovavano in questo luogo. Della costruzione della chiesa venne incaricato l'architetto pontificio Domenico Fontana. Testimonianza del progetto originario resta nella medaglia bronzea esposta al Museo Sistino di Grottammare ospitato nella chiesa di San Giovanni, dove possiamo vedere un edificio con la facciata divisa in due piani, preceduto da una grande scalinata. Al momento della sua progettazione la chiesa era stata pensata come una sorta di mausoleo con una chiesa inferiore a croce greca e una superiore con pianta a croce latina. L'ingresso che vediamo ora avrebbe dovuto essere solo quello della chiesa inferiore, concepita come una sorta di cripta, mentre per quella superiore, che avrebbe avuto l'orientamento canonico rivolto a Oriente, si sarebbe dovuti accedere dalla parte opposta, praticamente da quello che oggi è il retro dell'edificio. Uno schema che avrebbe messo in relazione l'ingresso della chiesa superiore, quella principale, con Porta Castello e con la strada che conduce alla cittadina di Montalto, elevata a diocesi dallo stesso Sisto V.
Notiamo bene come l'edificio realizzato sia distante dal progetto del Fontana. La posa della prima pietra è del 17 aprile 1590 e il 27 agosto dello stesso anno moriva Sisto V, dopo appena cinque anni di pontificato. Con la sua morte il cantiere venne bloccato ed è solo per la volontà della sorella del pontefice, Camilla Peretti, che i lavori ripresero. La facciata in laterizio è sormontata da un campanile a vela, divisa da paraste e arricchita da elementi decorativi in travertino. Il raffinato portale è sormontato da un timpano arcuato con lo stemma della famiglia Peretti e quello papale di Sisto V che raffigura un leone rampante che tiene su una zampa un ramo di pero fruttato e una banda trasversale con su una stella a otto punte e un trimonzio. All'interno della chiesa, a pianta quadrata con croce greca inscritta, si trovano ricchi altari, molte opere pittoriche e uno degli organi più preziosi della provincia di Ascoli Piceno, costruito nel 1752 da Francesco Fedeli della Rocchetta di Camerino.
Chiesa San Giovanni Battista

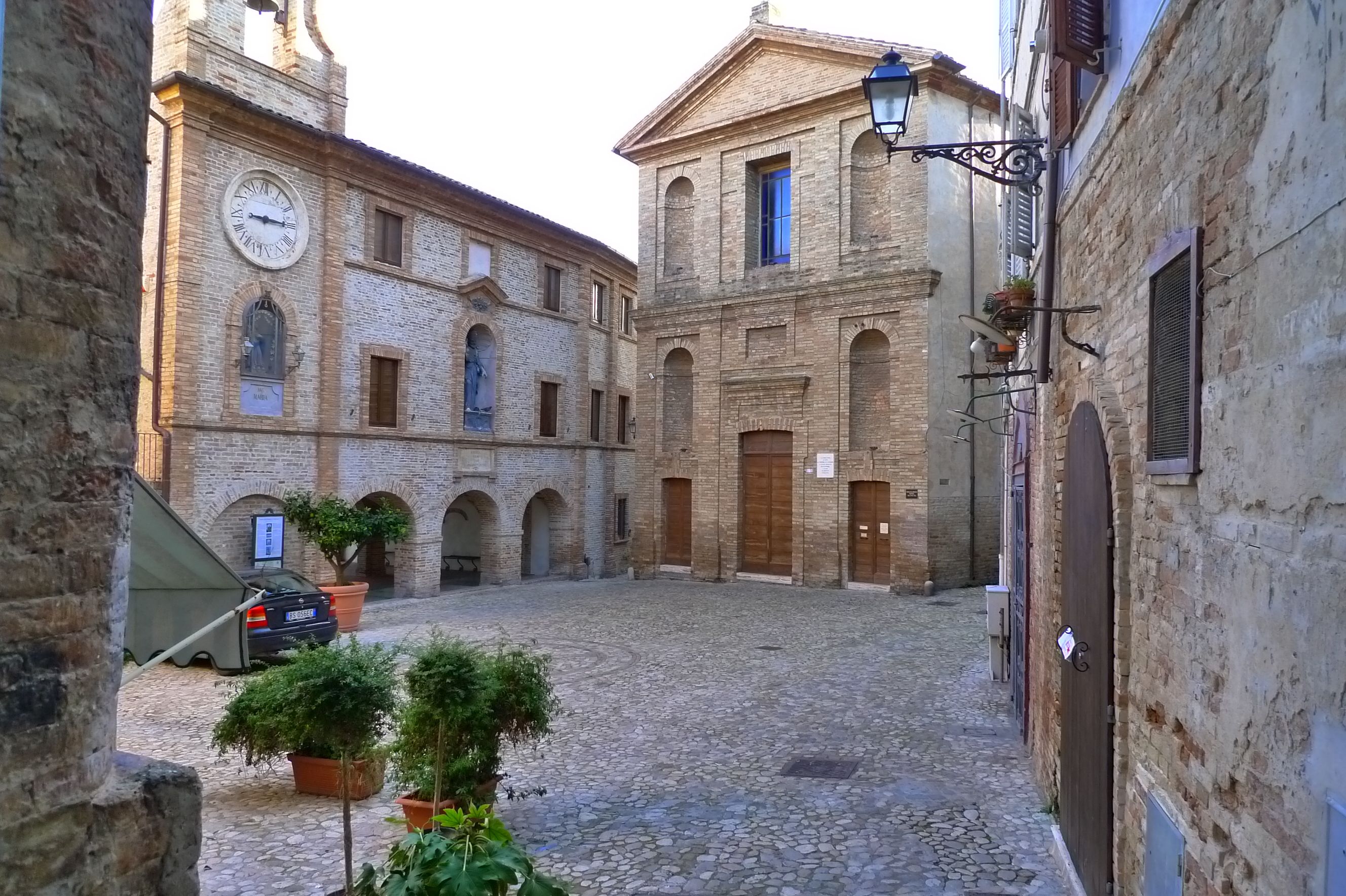
La Facciata della chiesa San Giovanni Battista presso Piazza Peretti (borgo antico)

San Giovanni Battista: la facciata della chiesa parrocchiale di San Giovanni Battista (architetto Pietro Maggi) dà su piazza Peretti, cuore del vecchio borgo. 
Altre chiese
- Madonna della Speranza[18]: la parrocchia prende il nome dalla chiesa della Madonna della Speranza, realizzata nell'arco di tre anni, dal 2002 al 2005, lungo la Valtesino di Grottammare. Il nuovo edificio di culto sostituisce come chiesa parrocchiale la piccola chiesa di San Martino, ormai inadeguata alla costante crescita della popolazione lungo la vallata.
- Gran Madre di Dio: la chiesa parrocchiale, consacrata nel 1976, sorge in zona Ischia, fra Grottammare e San Benedetto, nel nuovo quartiere compreso fra il lungomare e la S.S.16.
- San Pio V[19]: è stata istituita l'8 aprile 1903.

### Architetture civili e militari
Castello
Le fonti riportano notizie relative all'insediamento sul colle a partire dal XI secolo, ma la sua origine potrebbe essere retrodatata ai secoli VIII e IX e collegata alla costruzione della curtes di San Martino da parte dei monaci farfensi che fortificarono un ampio territorio con mura e torri per difenderlo dalle incursioni saracene.
Le fortificazioni del paese alto suggeriscono un insediamento più antico nella zona più in alto e uno stanziamento più recente sulle adiacenti pendici del colle. Il sistema murario più antico, di incerta datazione, potrebbe essersi collocato nel succedersi degli interventi edificativi tra il IX e XII secolo. Al XV-XVI secolo risale una seconda fase costruttiva che produsse il Torrione della battaglia in funzione difensiva dell'abitato e dell'antico porto oggi insabbiato.
Nel 1640-43 in occasione della guerra tra Urbano VIII e il duca di Parma Odoardo Farnese per il Ducato di Castro, Grottammare divenne presidio di tutto il litorale tra Ancona e i confini del regno borbonico; il castello venne perciò rafforzato e munito di cannoni.
Il castello era completato da una torre che fungeva da faro e si trovava nel punto più alto della rocca. La torre-faro probabilmente arricchita di un orologio aveva forma cilindrica e si sviluppava su tre piani. Nel 1766 fu in parte demolita perché pericolante e nei primissimi anni del XIX secolo venne abbattuta anche nella parte restante.
I ruderi del castello presentano un basamento costituito da muri a scarpa in laterizio che si dispongono secondo un andamento curvilineo. Da questo basamento si elevano i resti di una torre e di un muro perimetrale che conservano ancora i beccatelli e due feritoie di artiglieria. A poca distanza si trova un'altra torre con resti di beccatelli, interamente voltata a botte che si colloca su un basamento a scarpa.

### Lungomare di Grottammare

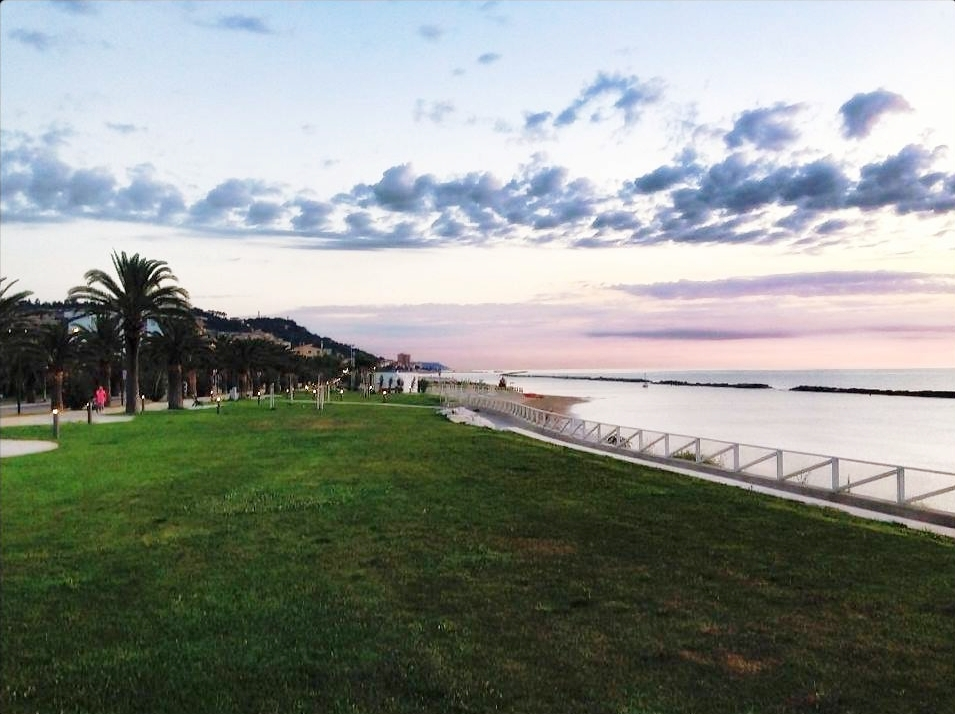
Grottammare, lungomare nord

Diviso fra lungomare sud e lungomare nord, il lungomare Alcide De Gasperi di Grottammare è uno dei più suggestivi della riviera adriatica. Il lungomare sud dà continuità con un breve tratto finale del Lungomare di San Benedetto del Tronto a nord del porto di San Benedetto; negli anni duemila è stato sottoposto a un restyling con l'ammodernamento della parte pedonale e l'aggiunta di una passeggiata con pista ciclabile.
Collega il litorale sud a quello nord, si ricongiunge a sud con la ciclabile della città di San Benedetto del Tronto a nord con la ciclabile di Cupra Marittima, passando per il ponte del Tesino, si collega con il lungomare nord completamente ammodernato nel tratto che porta alla piazza Kursaal di Grottammare, offre ampi spazi verdi, sedute in legno, panorama a strapiombo sul mare e ottima fruibilità.
Tutto il lungomare è caratterizzato da varie essere essenze arboree fra cui decine di Citrus sinensis e particolari palme, in prevalenza delle specie Phoenix canariensis, Washingtonia , P. sylvestris.
Particolare del tratto del lungomare nord sono i numerosi villini in stile Liberty.

## Società

### Evoluzione demografica
Abitanti censiti

### Etnie e minoranze straniere
Al 31 dicembre 2023 la popolazione straniera era di 989 persone, pari al 6,18% della popolazione.

### Lingue e dialetti
A Grottammare si parla un dialetto di tipo aso-truentino, che nel corso della storia è stato fortemente influenzato prima da parte del dialetto fermano e oggi più italianizzato. Il dialetto grottammarese con il passare del tempo ha perciò subito diversi cambiamenti, e oggi è molto diverso da come era in passato. Le caratteristiche del dialetto grottammarese che sono rimaste invariate nel tempo sono:
- Metafonesi sannita monottongata (alcuni esempi: tìmbë per "tempo", fùchë per "fuoco");
- Monottongazione (alcuni esempi: mëstìrë per "mestiere", vàttë vì per "vattene via");
- Caduta della -a finale (alcuni esempi: la bàrchë per "la barca", la càsë per "la casa");
- Assimilazione dei nessi consonantici "-l + consonante" senza sonorizzazione (alcuni esempi: atë per "alto", fazë per "falso", pucì per "pulcino").

In passato tuttavia erano presenti dei particolari frangimenti vocalici, che stravolgevano l'assetto vocalico del dialetto grottese, i frangimenti erano:
- -ì diventava -é-, ad esempio marétë per "marito", féjë per "figlio", cunéjë per "coniglio";
- -é- diventava -à-, ad esempio nàrë per "nera", vëdà per "vedere", stràttë per "stretta", sàmë per "siamo": un fenomeno analogo si riscontra tuttora nel dialetto teramano;
- -à- diventava -ò-, ad esempio mòrë per "mare", candò per "cantare", salòmë per "salame", melaròngë per "arancio (simbolo di Grottammare)";
- -ù- diventa -ó-, ad esempio lónë per "luna", lópë per "lupo", fërtónë per "fortuna";
- -ó- diventa -à-, ad esempio càrtë per "corta", càrrë per "correre", allàrë per "allora".

Oggi questi cambiamenti delle vocali toniche sono quasi del tutto scomparsi, permanendo sporadicamente le sole aperture di "u" in "ó"
e di "i" in "é", come a San Benedetto.
Un'altra caratteristica del dialetto grottammarese è l'uso del doppio inventari vocalico, fenomeno derivato dall'influenza fermana, e di cui alcuni esempi sono: lu tìmbë bbùnu per "il tempo buono", lu cà nìru per "il cane nero", lu mòrë còlmu per "il mare calmo", li frëchì bìlli per "i bambini belli", la mammë bbòna per "la mamma buona", l'acquë calla per "l'acqua calda", issu è bravu per "lui è bravo".
Il dialetto attuale di Grottammare si presenta in sintesi non troppo distante dal sanbenedettese, in quanto le influenze fermane appaiono regredite, a differenza della vicina Cupra Marittima, dove sono molto più evidenti: lì infatti le vocali finali -u, -i ed -a negli aggettivi tendono a mantenersi molto più salde.

### Religione
Nel comune sono presenti cinque parrocchie.

### Tradizioni e folclore
- 1º luglio, se domenica: Sacra Giubilare. È un evento religioso e una rievocazione storica al tempo stesso. Si celebra ogni qual volta il primo di luglio capiti di domenica. Questo per volere di papa Alessandro III che concesse questa indulgenza particolare alla cittadinanza grottammarese in occasione di un suo passaggio alla fine di ottobre 1177, durante dei festeggiamenti (probabilmente la Fiera di San Martino) che lo colpirono particolarmente per fastosità e partecipazione popolare. Il Papa ritornava via mare da Ancona, dopo aver concluso la Pace di Venezia con Federico Barbarossa[33].
- Venerdì Santo: il Cristo Morto. È una sacra rappresentazione del Venerdì Santo, che si svolge ogni tre anni. Vi prendono parte centinaia di cittadini che portano in processione lungo le principali vie cittadine tutti i simboli della Passione di Cristo, secondo una tradizione di cui si ha traccia certa dal 1738.[34]
- La prima domenica dopo Pasqua: Festa di Sant'Aureliano martire. Una festa in vigore da moltissimi anni per ricordare il martire Sant'Aureliano.[35][36]
- Palio del pattino di Grottammare, si svolge alla fine di luglio, si disputa su mosconi in legno condotti da due rematori; esso è stato intitolato a Maurizio Pignotti, giovane grottammarese scomparso a causa di un incidente stradale e vincitore della competizione con i colori del rione “Stazione” nel 1999, anno della prima edizione. La gara ha luogo in uno specchio d'acqua delimitato da boe, sorvegliato da giudici e regolamentato da norme dettagliate. Il percorso copre una distanza di 5 miglia marine, con partenza e arrivo dalla spiaggia antistante il Kursaal edificio storico di Grottammare. Come nelle antiche competizioni medievali, in occasione del Palio la città si suddivide in 14 rioni, ciascuno distinto da stemma e colori propri.[37][38]
- Novembre: Fiera di San Martino. Di origini antichissime, originariamente a carattere agricolo, oggi ha un aspetto più di festa popolare, con l'intera cittadina invasa da venditori ambulanti che offrono mercanzia di ogni tipo.[39]

## Cultura

### Musei
I Musei Civici di Grottammare comprendono il Museo Illustrazione Contemporanea (MIC), il Museo Torrione della Battaglia, il Museo Il Tarpato e la Sala Museale Gianni Ottaviani.

### Eventi
Festival Liszt: nell'estate del 1868 il celebre pianista e compositore ungherese Franz Liszt soggiornò a Grottammare, ospite del conte Fenili. In ricordo del grande musicista, dal 2003 nella cittadina si tiene ogni anno una rassegna musicale curata dalla Fondazione Musicale Gioventù d'Italia che ospita importanti pianisti internazionali e giovani talenti del pianoforte.

## Geografia antropica

### Borgo medievale

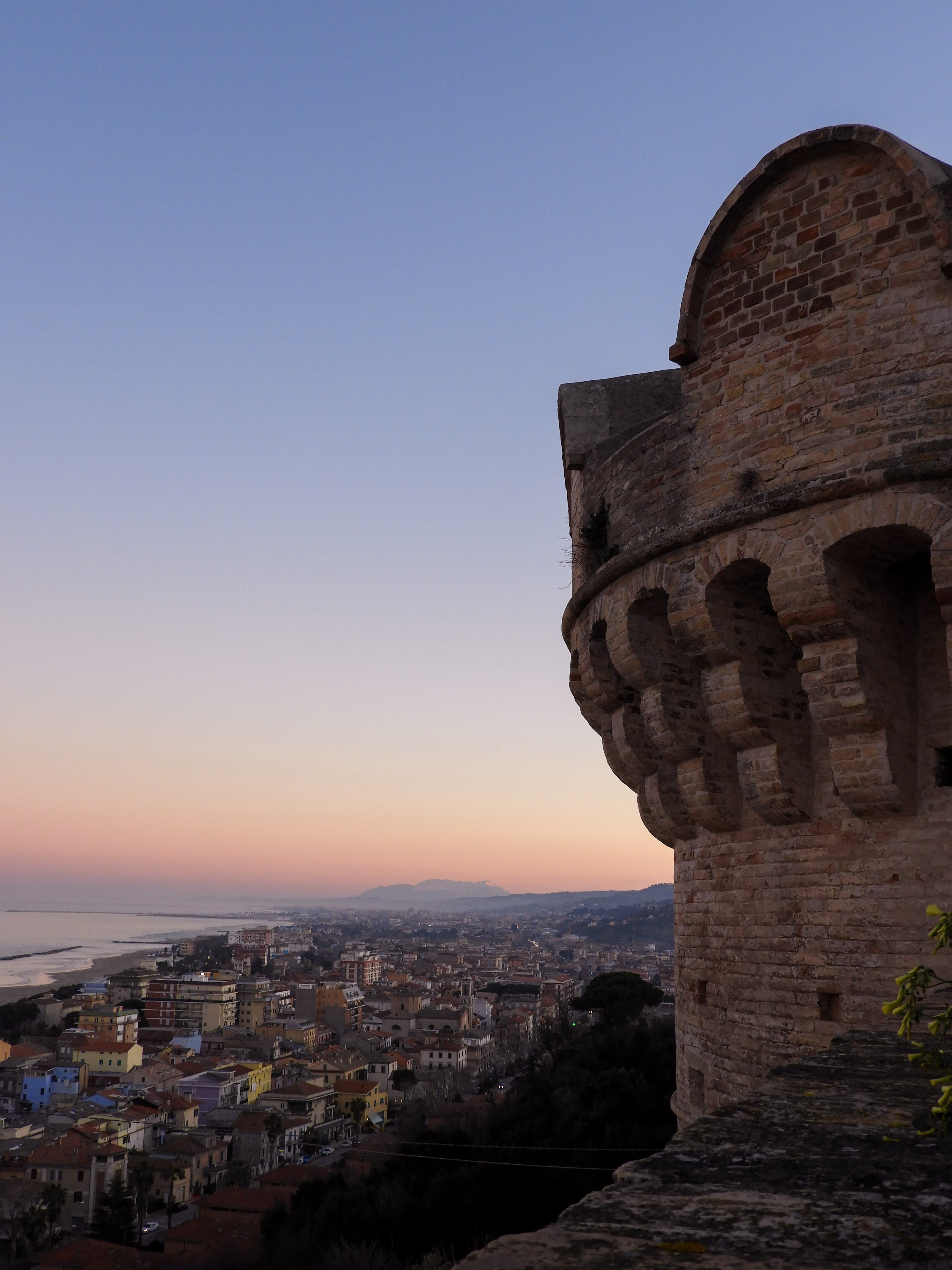
Vista dal Borgo medievale del Torrione della Battaglia (XVI secolo), sullo sfondo la città di San Benedetto del Tronto e il massiccio montuoso della Maiella

Sorge a 126 m s.l.m. a ridosso del mare Adriatico, e ha una popolazione di circa 180 residenti, da tempo inserito nel club I borghi più belli d'Italia. Si sviluppa attorno a piazza Peretti sulla quale si affacciano la chiesa di San Giovanni Battista, il Palazzo Priorale, l'Altana dell'Orologio, il Teatro dell'Arancio (XVIII sec.), l'elegante loggia e lo splendido belvedere.
Poco distante si trova la seicentesca chiesa di Santa Lucia attribuita all'architetto Fontana e voluta da Sisto V. Nella passeggiata lungo le mura si può visitare il restaurato Torrione della Battaglia (XVI sec.), che all'interno ospita il Museo Torrione della Battaglia, corposa collezione di opere dello scultore Pericle Fazzini.

## Economia
Grottammare è un'importante località turistica, da sempre rinomata per la qualità del clima cui si deve la fioritura dell'arancio, emblema della cittadina. Con San Benedetto del Tronto e Cupra Marittima costituisce la cosiddetta Riviera delle Palme, vantando dal 1998 il riconoscimento della Bandiera blu d'Europa.
La città dispone di una elevata consistenza ricettiva, lungo il suo litorale, circa cinque chilometri, si trovano numerosi stabilimenti balneari, vanta oltre un centinaio di strutture tra alberghi, residence, Bed and breakfast e Campeggio.
L'economia locale verte inoltre intorno all'industria conserviera e meccanica, al settore ortofrutticolo, al vivaismo e al commercio.
Tra le altre attività produttive più tradizionali, diffuse e attive vi sono quelle artigianali, come l'arte del merletto rinomata in tutta Italia.

## Infrastrutture e trasporti

La stazione ferroviaria nel 1955

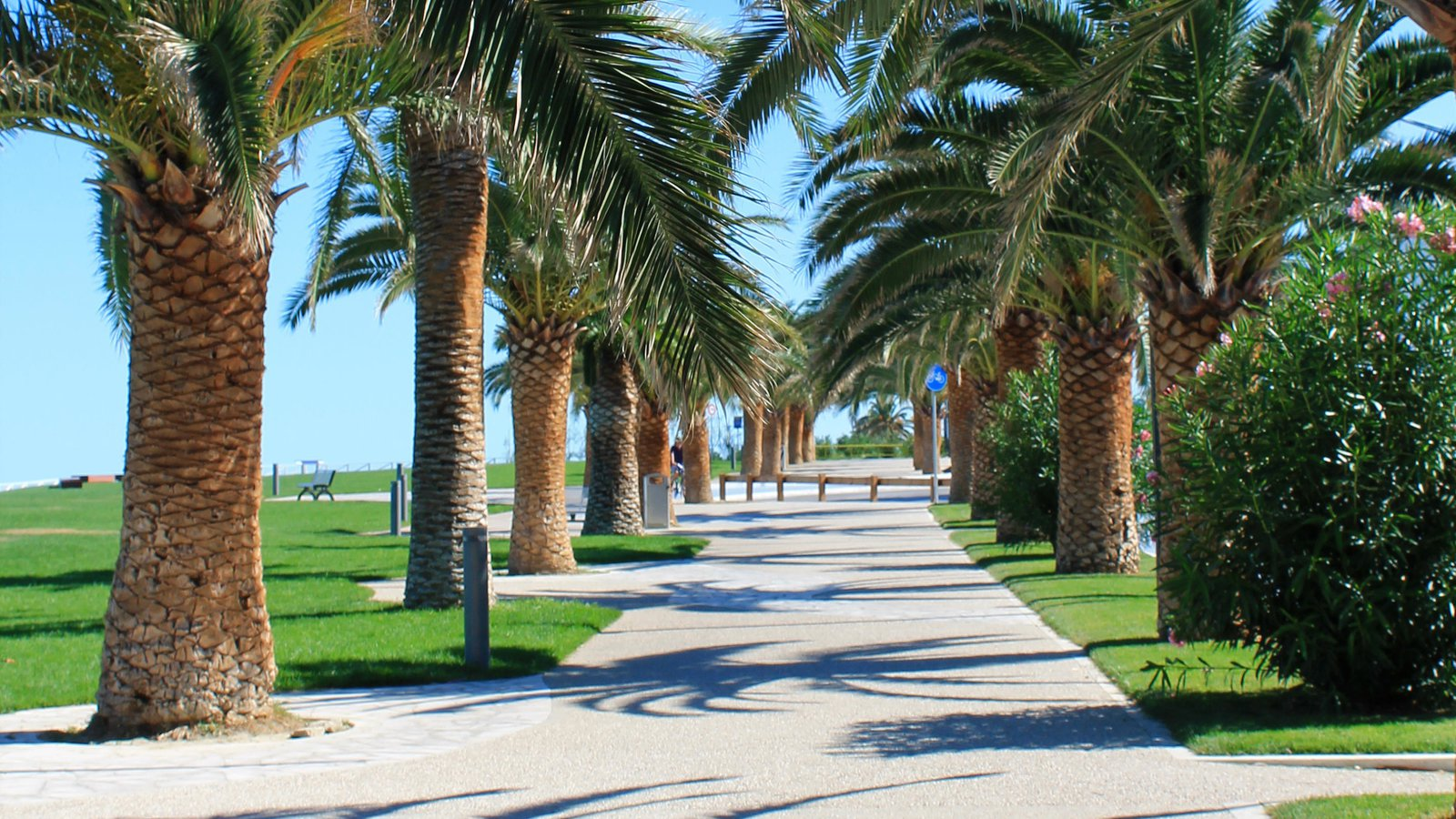
Tratto pista ciclabile Lungomare Nord

### Strade
Grottammare è interessata dalla Strada statale 16 Adriatica e collegata all'Autostrada A14 mediante l'omonimo casello.

### Ferrovie
Il comune è servito dalla Stazione di Grottammare posta sulla ferrovia Adriatica.

### Mobilità urbana
I trasporti urbani e interurbani di Grottammare vengono svolti con autoservizi di linea gestiti da Start.

#### Piste ciclabili
Il lungomare di Grottammare è percorso da un tratto della Ciclovia Adriatica, in fase di completamento.

## Amministrazione

Il gonfalone cittadino

| Periodo          | Periodo          | Primo cittadino    | Partito                      | Carica                  | Note |
| ---------------- | ---------------- | ------------------ | ---------------------------- | ----------------------- | ---- |
| 1944             | 1946             | Gennaro De Nardis  |                              | commissario prefettizio |      |
| 1946             | 1951             | Giulio Piergallini |                              | Sindaco                 |      |
| 1951             | 1956             | Gennaro De Nardis  |                              | Sindaco                 |      |
| 1956             | 1966             | Luciano Rossi      |                              | Sindaco                 |      |
| 1966             | 1967             | Dante Verusio      | -                            | commissario prefettizio |      |
| 1967             | 1973             | Bernardo Vagnoni   |                              | Sindaco                 |      |
| 1973             | 1974             | Primo Silvestri    |                              | Sindaco                 |      |
| 1974             | 1983             | Bernardo Vagnoni   |                              | Sindaco                 |      |
| 1983             | 1985             | Francesco Capponi  |                              | Sindaco                 |      |
| 1985             | 1988             | Mario Sparvieri    |                              | Sindaco                 |      |
| 1988             | 1989             | Giovanni Lucci     |                              | Sindaco                 |      |
| 1989             | 1993             | Monaldo Perotti    |                              | Sindaco                 |      |
| 1993             | 1994             | Mariano Lauri      |                              | Sindaco                 |      |
| agosto 1994      | novembre 1994    | Marisa Marchetti   | -                            | commissario prefettizio |      |
| 21 novembre 1994 | 29 novembre 1998 | Massimo Rossi      | Solidarietà e partecipazione | Sindaco                 |      |
| 30 novembre 1998 | 25 maggio 2003   | Massimo Rossi      | Solidarietà e partecipazione | Sindaco                 |      |
| 26 maggio 2003   | 13 aprile 2008   | Luigi Merli        | Solidarietà e partecipazione | Sindaco                 |      |
| 14 aprile 2008   | 26 maggio 2013   | Luigi Merli        | Solidarietà e partecipazione | Sindaco                 |      |
| 27 maggio 2013   | 10 giugno 2018   | Enrico Piergallini | Solidarietà e partecipazione | Sindaco                 |      |
| 11 giugno 2018   | 14 maggio 2023   | Enrico Piergallini | Solidarietà e partecipazione | Sindaco                 |      |
| 15 maggio 2023   | in carica        | Alessandro Rocchi  | Solidarietà e partecipazione | Sindaco                 |      |

### Gemellaggi
Grottammare è gemellata con:
- Napoli[11]
- Ilha do Sal[senza fonte]
- Argirocastro[senza fonte]
- Itiúba[senza fonte]
- Sant'Agata de' Goti[senza fonte]
- Brescia[senza fonte]

## Sport
Ha sede nel comune la storica società di calcio Grottammare Calcio 1899, che ha scritto pagine importanti del calcio regionale. Attualmente la squadra milita nel campionato di Prima Categoria. Ha sempre sede nel comune un'altra società calcistica, la GMD Grottammare che milita in Seconda Categoria.